# Autokatalýza
Autokatalýza je zvláštní případ katalýzy, kdy jako katalyzátor působí jeden z produktů reakce.

## Trávicí mechanismy
Autokatalýzy se vyskytují při biochemických pochodech v živých organismech. Například enzym pepsin v žaludku vzniká z proenzymu pepsinogenu, tato reakce je katalyzována právě vznikajícím pepsinem.
Obdobný je vznik jiného enzymu trypsinu, který vzniká v dvanáctníku z proenzymu trypsinogenu. Zde jsou opět katalyzátorem reakce dříve vzniklé molekuly trypsinu.

## Manganometrická titrace
V analytické chemii je známé autokatalytické působení manganatých iontů při manganometrické titraci. Zde manganistanové ionty reagují s kyselinou, přičemž se mangan redukuje ze sedmimocného na dvojmocný, schematicky:
MnO -
4  + 8 H+ + 5 e− → Mn2+ + 4 H2O
Autokatalýzu zde jde pozorovat vizuálně, protože přidávaný manganistan (KMnO4) zpočátku výrazně fialově zbarvuje roztok. Později, jakmile vznikne dostatečné množství manganatých iontů, se tyto ionty stávají katalyzátorem reakce (tj. urychlují ji), čímž se rovnováha reakce posunuje doprava ve směru k manganatým iontům (Mn2+). Původního manganistanu je nyní v roztoku výrazně méně (i když se do něj přidává, neboť se jím titruje), a proto je roztok prakticky bezbarvý, neboť manganaté ionty nejsou fialové.